# Stephen Halaiko
Stephen Michael Halaiko (27 grudnia 1908 w Waverly, 6 lutego 2001 w Orange Park) – amerykański bokser kategorii lekkiej, srebrny medalista letnich igrzysk olimpijskich w Amsterdamie.